# جولی مک‌کولو
جولی مک‌کولو (انگلیسی: Julie McCullough؛ زادهٔ ۳۰ ژانویهٔ ۱۹۶۵) یک بازیگر سینما، و هنرپیشه اهل ایالات متحده آمریکا است.